# Stanisław Zagrodzki
Stanisław Makary Zagrodzki (ur. 21 marca 1906 w Żydówku, zm. 18 sierpnia 1980 w Warszawie) – polski specjalista w dziedzinie cukrownictwa, profesor Politechniki Łódzkiej.

## Życiorys
Szkołę średnią ukończył w Gimnazjum Wojciecha Górskiego w Warszawie. W 1928 roku ukończył studia na Wydziale Chemicznym Politechniki Warszawskiej. W latach 1928–1939 pracował w Cukrowni Chełmża.
13 sierpnia 1929 został przyjęty do Szkoły Podchorążych Rezerwy Artylerii we Włodzimierzu Wołyńskim. 21 czerwca 1930 ukończył szkołę, jako prymus 4. baterii. Praktykę odbył w 28 Pułku Artylerii Polowej w Zajezierzu. Na stopień podporucznika został mianowany ze starszeństwem z 1 stycznia 1932 i 15. lokatą w korpusie oficerów rezerwy artylerii. W 1934 posiadał przydział w rezerwie do 10 Kaniowskiego Pułku Artylerii Lekkiej w Łodzi.
W 1948 roku  został zaproszony na Politechnikę Łódzką przez ówczesnego rektora prof. Bohdana Stefanowskiego do prowadzenia wykładów z zakresu cukrownictwa na Wydziale Chemicznym. W 1950 roku zorganizował Wydział Chemii Spożywczej i został jego pierwszym dziekanem – pełnił tę funkcję w latach 1950–1952 i 1958–1960.
W 1949 roku na Politechnice Łódzkiej otrzymał stopień doktora nauk technicznych za rozprawę „Rozdział niecukrów nieorganicznych i organicznych wywaru melasowego”. Tytuł profesora nadzwyczajnego otrzymał w 1955 roku. W 1962 roku został mianowany przez Radę Państwa profesorem zwyczajnym.
Jego zainteresowania naukowe obejmowały wszystkie działy cukrownictwa oraz wiele innych zagadnień z technologii i analizy żywności. Spośród prac podstawowych najważniejsze stanowi szereg publikacji z pogranicza technologii i ekonomiki na temat wartości technologicznej surowca buraczanego i optymalizacji czasu trwania corocznych kampanii przerobowych cukrowni. Do jego najważniejszych osiągnięć naukowych należy zainicjowanie badań nad wykorzystaniem jonitów w zakładach przemysłu spożywczego, wykorzystanie węglanocukrzanów do oczyszczania soków cukrowniczych i odbarwiania klarówek, opracowanie modelu matematycznego procesu krystalizacji sacharozy, opracowanie podstaw gospodarki cieplnej i energetycznej w procesie fabrykacji cukru. Dorobek swych badań i doświadczeń w zakresie techniki cieplnej podsumował w unikalnej książce „Gospodarka cieplna cukrowni” na temat gospodarki cieplnej cukrowni, wiążącej sprawy technologii z problemami energetyki cukrowniczej wydanej w Anglii (1978) oraz w Polsce (1979). Był autorem i współautorem 220 publikacji naukowych, 40 patentów dotyczących nowych linii technologicznych i urządzeń stosowanych w różnych gałęziach przemysłu spożywczego oraz w energetyce oraz ponad 50 artykułów naukowych, technicznych i popularyzatorskich. Wypromował 22 doktorów nauk technicznych.
Od powstania Katedry Cukrownictwa i Technologii Środków Spożywczych w 1950 roku (przekształconej w 1970 roku w Instytut Chemicznej Technologii Żywności) był jej dyrektorem do chwili przejścia na emeryturę w 1976 roku. Był stałym członkiem rady naukowej Międzynarodowej Komisji Techniki Cukrowniczej CITS, współzałożycielem, wiceprzewodniczącym i członkiem honorowym Komitetu Technologii i Chemii Żywności PAN, wieloletnim przewodniczącym Rady Naukowej do Spraw Techniki i Ekonomiki przy Ministrze Przemysłu Spożywczego i Skupu, przewodniczącym rady naukowej Instytutu Przemysłu Cukrowniczego. Był autorem projektu utworzenia oraz organizatorem i naczelnym inżynierem pierwszego proekologicznego kombinatu cukrowniczego w Chełmży.
W 1951 roku otrzymał Złoty Krzyż Zasługi oraz został laureatem indywidualnej Nagrody Państwowej III stopnia za wprowadzenie nowych metod otrzymywania ubocznych produktów z melasy, a w szczególności potażu i drożdży pastewnych. Następnie był dwukrotnym laureatem nagród naukowych Ministra Nauki, Szkolnictwa Wyższego i Techniki. Otrzymał Złoty Medal Francuskiego Stowarzyszenia Cukrowniczego i członkostwo honorowe polskiego i włoskiego Stowarzyszenia Cukrowniczego. W 1975 roku otrzymał Nagrodę Naukową Miasta Łodzi. Za całokształt działalności został odznaczony Krzyżem Oficerskim Orderu Odrodzenia Polski oraz Orderem Sztandaru Pracy II klasy. Po przejściu na emeryturę do końca życia aktywnie uczestniczył w życiu naukowym Uczelni. Pochowany na cmentarzu Powązkowskim (kwatera 231-4-8/9).